# Македонски парламентарни избори 2016.
Македонски парламентарни избори 2016. су ванредни парламентарни избори који треба да се одрже као резултат Договора из Пржина.
Два пута се у Македонији одлажу ванредни парламентарни избори. Првобитно је требало да се избори одрже 24. априла па су померени на 5. јун који су отказани а да нови датум избора није утврђен. Касније су четири највеће партије постигле договор да се састану 31. августа где су одредиле датум избора 11. децембар.
Пре избора премијер Никола Груевски је поднео оставку да би се формирала прелазна влада Емила Димитриева.

## Изборне листе
- ВМРО-ДПМНЕ (са СПМ, ДПСМ, СРМ, Партија Правде, ГРОМ, СДАМ, Партија Влаха из Македоније, Партија за интеграцију Рома, Радничко земљорадничка партија Северне Македоније, ТРАЈНО МАКЕДОНСКО РАДИКАЛНО УЈЕДИЊЕЊЕ, МААК, Нова либерална партија, ПОДЕМ, Демократска партија Турака Македоније, ВМРО–ДП, Демократска бошњачка партија, Демократска партија Рома, Социјалдемократска унија, РОМИ УЈЕДИЊЕНИ ИЗ МАКЕДОНИЈЕ, Савез Титових левих сила, Уједињена партија за једнакост Рома, ПОКРЕТ ЗА НАЦИОНАЛНО ЈЕДИНСТВО ТУРАКА, ДЕМОКРАТСКЕ СНАГЕ РОМА)
- ДПА
- ДУИ
- СДСМ (са НСДП, ЛДП, ПДТ, НА, ДСВМ, ССМ, ПЕП 21, ПОПГМ, ПЕИ, АПМ, ДОМ, СНСМ, ПЦЕР)
- Коалиција за промене и правду − Трећи блок (ДЕМОКРАТСКИ САВЕЗ, ФРОДЕМ, ДЕМОС И МОРО – РП)
- Коалиција "Алијанса за Албанце" (ДР-АДП, УНИТЕТИ, НДП)
- Либерална партија Македоније
- Коалиција ВМРО за Македонију
- Покрет Беса
- Левица[1]
- Партија за демократски просперитет[2]

## Резултати
| Изборна листа                              | Гласова | %     | Мандата |
| ------------------------------------------ | ------- | ----- | ------- |
| ВМРО-ДПМНЕ                                 | 454.577 | 38,14 | 51      |
| СДСМ                                       | 436.981 | 36,66 | 49      |
| ДУИ                                        | 86.796  | 7,28  | 10      |
| Покрет Беса                                | 57.868  | 4,86  | 5       |
| Алијанса за Албанце                        | 35.121  | 2,95  | 3       |
| ДПА                                        | 30.964  | 2,60  | 2       |
| ВМРО за Македонија                         | 24.524  | 2,06  | 0       |
| Левица                                     | 12.120  | 1,02  | 0       |
| Коалиција за промене и правду − Трећи блок | 10.028  | 0,84  | 0       |
| Либералната партија                        | 3.840   | 0,32  | 0       |
| ПДП                                        | 1.143   | 0,10  | 0       |

Број гласача на изборном списку је 1.784.416, од тога је гласало 1.191.852 гласача што је излазност од 66,79%, са 1.153.984 важећих листића и 37.870 неважећих листића.